# Od groba do groba
Od groba do groba je film slovenačkog režisera Jana Cvitkoviča iz 2005. godine. Učestvovao je na mnogim festivalima i uglavnom bio nagrađivan. Ovo je prvi slovenački film prikazan na festvivalu u San Sebastijanu. Glavnu žensku ulogu odigrala je srpska glumica Sonja Savić.

## Opis filma
U ruralnoj sredini u Sloveniji živi Pero, osećajan i inteligentan čovek u srednjim tridesetim godinama, koji je svakodnevno nadomak smrti. Naime, on piše i drži govore na mesnim sahranama. Njegovi govori zapravo nisu uobičajeni hvalospevi preminulima, već, svesno ili nesvesno, priča o njegovoj percepciji stvari i događaja u njegovom životu - Perova filozofija. Pero živi s ocem Dedom i svoje dve sestre Idom i Vilmom. Komšija Šuki je njegov najbolji prijatelj i čovek blizak porodici. Dok se Ida zaljubljuje u Šukija, Vilma pokušava da izađe na kraj sa svojim, ne baš pozitivnim, suprugom. U međuvremenu, Pero se trudi da osvoji srce lokalne devojke Renate, dok usamljenost i tuga koju Dedo oseća otkako je udovac dovodi do čestih ali farsičnih pokušaja da izvrši samoubistvo. 

## Uloge
| Глумац          | Улога |
| --------------- | ----- |
| Gregor Baković  | Pero  |
| Sonja Savić     | Ida   |
| Drago Milinović |       |
| Mojca Fatur     |       |
| Domen Remškar   |       |
| Nataša Matjašec |       |